# 國油藝廊
國油藝廊是一座位在陽光廣場內三樓的藝廊，為馬來西亞國家石油旗下的機構之一，主要展出馬來西亞本土當代藝術家的作品，場內也會不定期展出國際知名藝術家的作品。開放時間為星期二至星期日的上午10點至晚上8點，免費入場。

## 历史
國油藝廊成立於1993年，原本設在大地鴻圖大樓（Menara Dayabumi），即馬來西亞國家石油的前總部。1998年，隨著國油雙峰塔的開幕，藝廊也一同遷至大樓底部的陽光廣場。國油藝廊的總面積達2,000平方呎，被設計成一個多元用途的空間，內部劃分為三大部分:主要畫廊 (Main Gallery)、附屬畫廊 (Annexe Gallery) 和試驗畫廊 (Experimental Gallery)。藝廊除了一般的藝術展，也會定期舉辦不同講座、座談會等，展覽內作品多元化，有畫作、雕塑、裝置藝術等。

## 外部連結
- 官方網站（页面存档备份，存于）